# Anderson (Teksas)
Anderson je grad u američkoj saveznoj državi Teksas. Prema popisu stanovništva iz 2010. u njemu je živjelo 222 stanovnika.